# Ледовый дворец спорта имени В. К. Сотникова
Ледовый дворец спорта им. В. К. Сотникова — спортивная арена в городе Нижний Тагил, домашняя площадка хоккейных клубов «Спутник» и «Лесоруб».
Ежегодно дворец ледового спорта принимает более 200 различных спортивных и культурно-массовых мероприятий, а средняя посещаемость на хоккейных матчах составляет 3000 зрителей.
В состав комплекса входят:
- Ледовая арена с размерами 60х30м и трибунами на 4160 зрителей;
- Тренажёрный зал;
- Сауна с бассейном;
- Парковка.